# 許登仕
許登仕（？—1608年），字汝學，號念椿，河南彰德府安阳县人，明朝政治人物。

## 生平
幼有异质，总角能属文，年十五补弟子员，试辄冠诸生。事亲以孝闻，抚诸弟子尽友爱。萬曆十九年（1591年）辛卯科河南乡试舉人，二十六年（1598年）戊戌科進士，授商丘令，商丘故巖邑，俗薄而险，登仕力扫积弊，清里甲，调矿税，抑强暴，拮据旁午，不暇栉餐，政声大著。考居循良首，然不免于忌者之口，调華州佐，再迁定远令。取旧所规画，敷布于定，而敏练视昔益加，諸所胪列，无一不当，如议丁夫为粮石、议徵收为班次、议歴運为本折是也，其他钱法、积贮、捍患、恤灾，徂有条度，绩成，升授刑部江西司主事。上将大用之，诏始下，已卒于定远。

## 家族
曾祖許彪；祖父許文深。父許宗禹，天性孝友，平居多隐德，人咸曰仁人也，当有后。已而生登仕。